# The Fox and the Hound
The Fox and the Hound er en bog af den amerikanske forfatter Daniel P. Mannix. Den blev første gang udgivet i 1967, og fortæller historien on en rød ræv ved navn Mikkel og en hund ved navn Mads. Bogen blev illustreret af John Schoenherr.

## Film

### 1981-versionen
Bogen blev udgivet som en tegnefilm af Walt Disney Productions i 1981.

### 2006-efterfølgeren
Dette er efterfølgeren til filmen fra 1981, udgivet direkte på video af DisneyToon Studios.